# Сергеј Довлатов
Сергеј Довлатов (1941-1990) био је писац и новинар из Совјетског Савеза који је највећи и најуспешнији део стваралачке каријере провео у Сједињеним Америчким Државама. Услед политичких околности, рад Сергеја Довлатова био је непризнат и цензурисан у идеолошким оквирима које је наметала доминантна Комунистичка партија у Совјетском Савезу, те одлучује да напусти своју земљу и пресели се у Сједињене Америчке Државе. У Америци стиче велику популарност, велику читалачку публику и осваја бројне награде. Реформисање друштвеног система које је наступило са Михаилом Горбачовим допринело је његовој либерализацији, а у том контексту и дела Сергеја Довлатова постају доступна руској читалачкој публици. Данас се Сергеј Довлатов убраја у категорију најбољих руских писаца друге половине двадесетог века.

## Биографија

### Детињство и младост
Сергеј Довлатов рођен је у граду Уфа у источном делу Русије, где се његова породица налазила од почетка Другог светског рата. Мајка Сергеја Довлатова, Нора Довлатова имала је јерменско порекло и била је глумица у предратном Лењинграду (данас Санкт Петербург). Његов отац такође је био део лењинградског уметничког миљеа. Донат Исакович Мечик, иначе Јеврејин, био је позоришни редитељ. Након развода, Нора Довлатова се преудала, а Сергеј је преузео презиме свог очуха по коме је и остао познат.

### Школовање
Средњу школу је завршио у Лењинграду 1958. године. Након тога уписао је Филолошки факултет, одсек за фински језик на Универзитету у Лењинграду, али је већ на другој години студија био избачен са факултета. Током двогодишњег студирања Довлатов је стекао бројна познаства. Дружио се са чувеним руским писцима Јосифом Бродским и Евгенијем Реином. У периоду 1960-62. године био је у браку са својом првом супругом и колегиницом Асјом Пекуровскајом. Већ 1963. године оженио се Еленом Ритман са којом је имао двоје деце.

### Војна служба
Након напуштања факултета, Довлатов је био регрутован у војску и једно време обављао дужност чувара совјетског логора на северу земље. На овом искуству аутора засновано је његово дело Зона које се састоји из четрнаест прича из живота робијаша и њихових чувара. После 1965. године престаје са служењем совјетској армији, враћа се у Лењинград и поново се окреће књижевности и писању. Током боравка у Лењинграду похађао је вечерње курсеве из области новинарства, али никада није стекао факултетску диплому. У жељи да се оствари у улози професионалног писца радио је као новинар и уредник за неколико издавачких кућа.

### Делатност у Совјетском Савезу
Након Лењинграда Довлатов одлази у Естонију где се надао да ће пронаћи више слободе изражавања, иако је још увек био на тлу Совјетског Савеза. У периоду од 1972-1975. године Довлатов се у Талину бавио бавио новинарством. Био је дописник тамошњих новина Совјетска Естонија и Вечерњи Таљин и безуспешно покушавао да објави своје приче. Након поновног професионалног разочарања налази ново занимање, те је једно време радио као туристички водич у Пушкиновом парку у селу Михајловско.
Писање Сергеја Довлатова стилски и садржински се није могло уклопити у општеприхваћена начела у књижевности Совјетског Савеза 60-их година, а која су се односила на величање идеологије Комунистичке партије. У Совјетском Савезу је постојао значајан број дела која се нису смела публиковати. Из тог разлога Довлатов, и многи други уметници су налазили алтернативне начине независног и тајног издавања својих дела (самиздат).
Његова дела су већ била позната на Западу јер су 1976. године Довлатовљеве приче биле објављиване у престижним часописима: Тајм, Ми и Континент. Када је КГБ о томе био обавештен Довлатов је био изкључен из Уније совјетских писаца.
Означен као идеолошки неподобан и непризнат у родној земљи, Довлатов 1979. године одлази у Сједињене Америчке Државе.

### Живот и рад у САД
Сергеј Довлатов је био припадник „трећег таласа“ миграната из Совјетског Савеза који је трајао током педесетих, шездесетих, седамдесетих и осамдесетих година двадесетог века. О томе речито говори његов роман Странкиња.
Веома брзо, Довлатов је постао један од најпознатијих припадника руске емиграције у Америци. Живео је у Њујорку где је уређивао руски емигрантски лист Нови Американац, а такође је радио за Радио Слободу. Joш значајнија је за њега била могућност да слободно пише и објављује своја дела.
Током дванаест година живота у емирграцији објавио је дванаест књига на руском језику које су у међувремену преведене на 29 светских језика. Прва објављена књига Сергеја Довлатова на енглеском језику била је Невидљива књига која је издата већ 1979. године. За превод књига на енглески језик са матерњег руског у великој мери је била заслужна Сергејева ћерка Катерина.

### Смрт
Сергеј Довлатов је умро 24. августа 1990. године од срчаног удара у 49. години живота. Сахрањен је у Њујорку. На крају су се ипак обистиниле речи које је изговарао када је напуштао Русију 1979. године: Поносићете се мноме. Све томе води.

## Дела
- Невидимая книга - Невидљива књига, 1977.
- Соло на ундервуде: Записные книжки -  Соло за ундервуд, 1980.
- Компромисс - Компромис, 1981.
- Зона: Записки надзирателя - Зона, 1982.
- Заповедник - Заповедник, 1983.
- Марш одиноких - Марш самаца, 1983.
- Наши - Наши, 1983.
- Демарш энтузиастов - Демарш ентузијаста, 1985.
- Иностранка - Странкиња, 1986.
- Чемодан - Кофер, 1986.
- Представление - Изведба, 1987.
- He только Бродский: Русская культура в портретах и в анекдотах - Не само Бродски: Руска култура кроз портрете и анегдоте (коаутор са М. Волков), 1990.
- Записные книжки - Забелешке, 1990.
- Филиал - Филијала, 1990.

## Одјек
Врхунац његове успешне каријере на Западу представља награда удружења US Pen Club, као и чињеница да је радове објавњивао у Њујоркеру, једном од најпрестижнијих часописа. На тај начин је постао други Рус после Владимира Набокова чија дела је Њујоркер објављивао.
У родном Совјетском Савезу тек након доласка Горбачова и прокламоване гласности дела Сергеја Довлатова и других писаца у емиграцији, чији рад се није уклапао у калупе соцреализма, постају доступна тамошњој читалачкој публици. Тако рад Сергеја Довлатова постаје веома популаран и хваљен и у Совјетском Савезу.
Позитивне критике Довлатовљевог књижевног стила дали су Курт Вонегут, Ирвин Шо и Јосиф Бродски. Бродски, истакнути руски писац, о Довлатову је рекао да је то једини руски писац чија ће сва дела бити читана ван Русије.

## Сећање на Сергеја Довлатова
Како би се сећање на Сергеја Довлатова очувало, на иницијативу његове ћерке Кетрин, покренута је акција у којој је сакупљено 18.000 потписа, те је од 2014. године  улица у Њујорку понела име чувеног писца.
Живот Сергеја Довлатова био је инспирација редитељу Алексеју Герману Млађем за режирање филма руско-пољско-српске копродукције, Довлатов у коме главну улогу тумачи српски глумац Милан Марић. На 68. Берлинале фестивалу филм је освојио награду Сребрни медвед за изузетан уметнички допринос. Такође, филм се налази у ужем избору за номинације за годишњу награду коју додељује Европска филмска академија (ЕФА).